# Брук, Григорий Яковлевич
Григо́рий (Гирша) Я́ковлевич Брук (ивр. צבי ברוק‎ или Цви Брук 1869, Чернигов — 1922, Берлин) —  российский общественный и политический деятель, врач.

## Биография
Родился в 1869 году в Чернигове в состоятельной семье. Его отец был путейным инженером.
В 1887 году Гирша Брук окончил Черниговскую гимназию, в которой учился с 1874 года. Собирался ехать в османскую Палестину, но родители уговорили его отказаться от этой идеи. Он поступил на медицинский факультет Киевского университета, и в 1893 году окончил его. Имел медицинскую практику в Гомеле, а с начала XX века в Витебске.

### Сионизм
Брук был горячим сторонником сионистской идеи, он выступал на четырёх сионистских конгрессах в начале века, организовывал съезды сионистов в России.  На 2-м сионистском конгрессе он был избран в Комитет по надзору за порядком. Брук был одним из десяти российских евреев, избранных в Постоянный комитет 3-го Сионистского конгресса (1899). На этом конгрессе избран в Генеральный совет Всемирной сионистской организации. В 1902 году был руководителем подготовки и участником 1-го Всероссийского сионистского съезда в Минске. В 1905 году был одним из создателей Союза для достижения полноправия еврейского народа в России. С 1901 по 1906 занимал пост общественного (или казённого) раввина Витебска (избираемая должность для представительства общины в правительственных учреждения). Впоследствии, видимо, временно вышел из Сионистской организации России, однако не отказавшись от сионистских идеалов. Причиной бало  несогласие Г. Я. Брука с господствовавшим мнением, что сионисты должны выступать в качестве самостоятельной партии по всем вопросам внутренней и внешней еврейской жизни. Когда он, вернулся в организацию неизвестно.

### В Государственной Думе
С 1905 года — член партии кадетов. В феврале — марте 1906 года — редактор газеты «Витебская жизнь», издававшейся присяжным поверенным Феликсом Држевинским. В 1906 году он был избран депутатом 1-й Государственной думы от Витебска.

10 июля 1906 года в Выборге подписал «Выборгское воззвание» и был осужден по ст. 129, ч. 1, п. п. 51 и 3 Уголовного Уложения — приговорён к 3 месяцам тюрьмы и лишён права баллотироваться на любые выборные должности. Лишён также должности общественного раввина. Наказание отбывал в Петербургской тюрьме «Кресты», одновременно и в одном корпусе с В. Д. Набоковым. Об условиях в «Крестах» Набоков в письмах к жене сообщал следующее: 
Кстати, мне сегодня по ошибке принесли обед Брука: он вегетарианец. Манная каша на молоке и цветная капуста о-гратэн. Я был очень доволен, но недоумевал. Потом оказалось, что я съел его обед… Он моего, конечно, не мог съесть.

### Член Великого востока народов России
В конце 1914 года в Витебске А. М. Колюбакин, проезжая на фронт, создал витебскую ложу ВВНР. Учредительное заседание ложи прошло на квартире А. О. Волковича на Соборной улице. Волкович, как и Брук, был депутатом первой Государственной думы, подписавшим Выборгское воззвание. По имеющимся данным Г. Я. Брук был членом ложи с момента её основания. В 1915 или 1916 годах по делам ложи в Витебск приезжал А. Ф. Керенский, адвокат, член IV Государственной Думы, позднее председатель Временного правительства. C лета 1916 года Керенский занимал должность Генерального секретаря Верховного совета Великого востока народов России.
Эта ложа в Витебске функционировала вплоть до 1916 года.

### Эмиграция в Палестину
В 1920 эмигрировал в Палестину. В 1921 году он был избран делегатом от земли Израиля на 12-м Сионистском Конгрессе. В 1922 выехал для лечения в Берлин, где и умер после неудачной операции. Похоронен на кладбище Вейсензее. По воспоминаниям Брайнина, портрет доктора Брука украшал дом Иегуды Пэна в 1920-е годы, уже после смерти сионистского лидера
Улица в Тель-Авиве носит его имя.

## Семья
- Брат — Авраам (Абрам) Яковлевич Брук (1866—конец 1940-х) после войны[1] был директором глазной лечебницы в Гомеле.
- Сестра — Софья (Сара) Яковлевна (1880—1980[12]), офтальмолог, замужем за известным хирургом А. Д. Бирштейном (1865—31.08.1922), их сыновья — зоолог Я. А. Бирштейн (1911—1970), специалист по ракообразным, профессор МГУ, и художник М. А. Бирштейн  (1914—2000). По поручению брата Григория Софья Яковлевна 2 сентября 1907 г из Лиепая (Латвия) на пароходе Moskwa сопровождала в США группу еврейских эмигрантов[1].
- Сестра —  Люба (официальное имя, возможно другое) эмигрировала в Палестину до революции[13], замужем за крупным инженером Касселем, один сыновей Яков начальник порта в Хайфе в 1940-х.
- Брат — Павел Яковлевич, председатель банка в Харькове, эмигрировал в Париж[1].
- Брат — Наум Яковлевич пропал без вести во время эвакуации в 1941 г., отстал от поезда[14].

## Комментарии
1. ↑  На идише "Гирш" соответствует немецкому der Hirsch  —  олень. На иврите олень — это ивр. צבי‎, "Цви". При русификации еврейских имён Гирш превращался чаще всего по созвучию в Григория. В Израиле распространён ивритский вариант.